# Hibernian F.C. w europejskich pucharach
Występy w europejskich pucharach szkockiego klubu piłkarskiego Hibernian F.C.
Legenda do wszystkich tabel:
- Q – runda eliminacyjna, 1/16, 1/8, 1/4, 1/2 – odpowiednia faza rozgrywek, Grupa – runda grupowa, 1r gr – pierwsza runda grupowa, 2r gr – druga runda grupowa, F – finał, R – runda, PO – play-off
- k. – rzuty karne, los. – losowanie, Dogr. – dogrywka, w. – zasada bramek strzelonych na wyjeździe

## Wykaz spotkań pucharowych

### Puchar Europy/Liga Mistrzów
| Sezon   | Runda | Przeciwnik      | Dom | Wyjazd | Ogólnie |
| ------- | ----- | --------------- | --- | ------ | ------- |
| 1955/56 | 1R    | Rot-Weiss Essen | 1–1 | 4–0    | 5–1     |
| 1955/56 | 1/4   | Djurgårdens IF  | 1–0 | 3–1    | 4–1     |
| 1955/56 | 1/2   | Stade de Reims  | 0–1 | 0–2    | 0–3     |

### Puchar Zdobywców Pucharów
| Sezon   | Runda | Przeciwnik   | Dom | Wyjazd | Ogólnie |
| ------- | ----- | ------------ | --- | ------ | ------- |
| 1972/73 | 1R    | Sporting CP  | 6–1 | 1–2    | 7–3     |
| 1972/73 | 2R    | Besa Kavaja  | 7–1 | 1–1    | 8–2     |
| 1972/73 | 1/4   | Hajduk Split | 4–2 | 0–3    | 4–5     |

### PMT/Puchar UEFA/Liga Europy
| Sezon   | Runda | Przeciwnik              | Dom     | Wyjazd | Ogólnie      |
| ------- | ----- | ----------------------- | ------- | ------ | ------------ |
| 1960/61 | 1/8   | Lausanne Sports         | 3–0, wo | 2–0    | 5–0          |
| 1960/61 | 1/4   | FC Barcelona            | 3–2     | 4–4    | 7–6          |
| 1960/61 | 1/2   | AS Roma                 | 2–2     | 3–3    | 5–5, 0–6 (W) |
| 1961/62 | 1/8   | CF Os Belenenses        | 3–3     | 3–1    | 6–4          |
| 1961/62 | 1/4   | Crvena zvezda           | 0–1     | 0–4    | 0–5          |
| 1962/63 | 1R    | Kopenhaga XI            | 4–0     | 3–2    | 7–2          |
| 1962/63 | 2R    | Utrecht XI              | 2–1     | 1–0    | 3–1          |
| 1962/63 | 1/4   | Valencia CF             | 2–1     | 0–5    | 2–6          |
| 1965/66 | 1R    | Valencia CF             | 2–0     | 0–2    | 2–2, 0–3 (D) |
| 1967/68 | 1R    | FC Porto                | 3–0     | 1–3    | 4–3          |
| 1967/68 | 2R    | SSC Napoli              | 5–0     | 1–4    | 6–4          |
| 1967/68 | 3R    | Leeds United            | 1–1     | 0–1    | 1–2          |
| 1968/69 | 1R    | Olimpija Lublana        | 2–1     | 3–0    | 5–1          |
| 1968/69 | 2R    | Lokomotive Leipzig      | 3–1     | 1–0    | 4–1          |
| 1968/69 | 3R    | Hamburger SV            | 2–1     | 0–1    | 2–2, w.      |
| 1970/71 | 1R    | Malmö FF                | 6–0     | 3–2    | 9–2          |
| 1970/71 | 2R    | Vitória SC              | 2–0     | 1–2    | 3–2          |
| 1970/71 | 3R    | Liverpool               | 0–1     | 0–2    | 0–3          |
| 1973/74 | 1R    | ÍBK Keflavík            | 2–0     | 1–1    | 3–1          |
| 1973/74 | 2R    | Leeds United            | 0–0     | 0–0    | 0–0, k: 4–5  |
| 1974/75 | 1R    | Rosenborg               | 9–1     | 3–2    | 12–3         |
| 1974/75 | 2R    | Juventus F.C.           | 2–4     | 0–4    | 2–8          |
| 1975/76 | 1R    | Liverpool               | 1–0     | 1–3    | 2–3          |
| 1976/77 | 1R    | FC Sochaux-Montbéliard  | 1–0     | 0–0    | 1–0          |
| 1976/77 | 2R    | Östers IF               | 2–0     | 1–4    | 3–4          |
| 1978/79 | 1R    | IFK Norrköping          | 3–2     | 0–0    | 3–2          |
| 1978/79 | 2R    | RC Strasbourg           | 1–0     | 0–2    | 1–2          |
| 1989/90 | 1R    | Videoton                | 1–0     | 3–0    | 4–0          |
| 1989/90 | 2R    | RFC Liège               | 0–1     | 0–0    | 0–1, Dogr.   |
| 1992/93 | 1R    | RSC Anderlecht          | 2–2     | 1–1    | 3–3, w.      |
| 2001/02 | 1R    | AEK Ateny               | 3–2     | 0–2    | 3–4          |
| 2005/06 | 1R    | Dnipro Dniepropietrowsk | 0–0     | 1–5    | 1–5          |
| 2010/11 | 3Q    | NK Maribor              | 2–3     | 0–3    | 2–6          |
| 2013/14 | 2Q    | Malmö FF                | 0–7     | 0–2    | 0–9          |
| 2016/17 | 2Q    | Brøndby IF              | 0–1     | 1–0    | 1–1, k: 3–5  |
| 2018/19 | 1Q    | NSÍ Runavík             | 6–1     | 6–4    | 12–5         |
| 2018/19 | 2Q    | Asteras Tripolis        | 3–2     | 1–1    | 4–3          |
| 2018/19 | 3Q    | Molde                   | 0–0     | 0–3    | 0–3          |
| 2025/26 | 2Q    | FC Midtjylland          | 1–2     | 1–1    | 2–3, Dogr.   |

### Liga Konferencji Europy
| Sezon   | Runda | Przeciwnik            | Dom | Wyjazd | Ogólnie    |
| ------- | ----- | --------------------- | --- | ------ | ---------- |
| 2021/22 | 2Q    | FC Santa Coloma       | 3–0 | 2–1    | 5–1        |
| 2021/22 | 3Q    | HNK Rijeka            | 1–1 | 1–4    | 2–5        |
| 2023/24 | 2Q    | Inter Club d’Escaldes | 6–1 | 1–2    | 7–3        |
| 2023/24 | 3Q    | FC Luzern             | 3–1 | 2–2    | 5–3        |
| 2023/24 | PO    | Aston Villa           | 0–5 | 0–3    | 0–8        |
| 2025/26 | 3Q    | Partizan              | 2–3 | 2–0    | 4–3, Dogr. |
| 2025/26 | PO    | Legia Warszawa        | –   | –      | –          |

### Puchar Intertoto UEFA
| Sezon | Runda | Przeciwnik  | Dom | Wyjazd | Ogólnie |
| ----- | ----- | ----------- | --- | ------ | ------- |
| 2007  | 2R    | FK Dinaburg | 5–0 | 3–0    | 8–0     |
| 2007  | 3R    | Odense      | 2–1 | 0–1    | 2–2, w. |
| 2008  | 2R    | Elfsborg    | 0–2 | 0–2    | 0–4     |